# NewsNation
NewsNation è un'emittente televisiva statunitense di proprietà di Nexstar Media Group.

## Storia

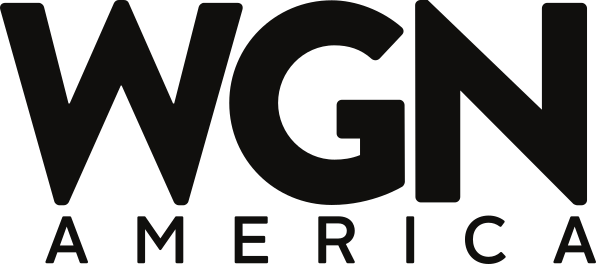
Il logo di WGN America utilizzato da gennaio 2014 a marzo 2021

Con base a Chicago, ha trasmesso per molti anni repliche di serie televisive storiche e contemporanee, film, programmi di informazione e intrattenimento e programmi sportivi, tra cui molte partite dei Cubs, dei White Sox e dei Bulls. Al 2013 risultava ricevibile da circa il 65% delle famiglie statunitensi. Nel 2014 ha trasmesso la sua prima serie televisiva originale, Salem.

## Palinsesto

### Serie televisive originali
- Salem (2014-2017)
- Manhattan (2014-2015)
- Outsiders (2016-2017)
- Underground (2016-2017)